# Observatoire astronomique de Campo Catino
 (juillet 2025).
Si vous disposez d'ouvrages ou d'articles de référence ou si vous connaissez des sites web de qualité traitant du thème abordé ici, merci de compléter l'article en donnant les références utiles à sa vérifiabilité et en les liant à la section « Notes et références ».
L'Observatoire astronomique de Campo Catino est un observatoire astronomique italien situé dans la frazione homonyme de la commune de Guarcino. Son code MPC est 468, Observatoire astronomique de Campo Catino.

## Description
L'observatoire a été fondé à l'initiative de l'Association astronomique Frusinate en mars 1987 à la fin de deux années de travaux de réhabilitation d'une structure antérieure appartenant à l'Administration provinciale de Frosinone qui a financé la restructuration. La région du Latium a fourni l'instrumentation scientifique et contribue à la recherche depuis 1988. Mario Di Sora en est le directeur. Grâce à la loi régionale du 23/2000, l'observatoire astronomique est protégé de la pollution lumineuse sur une zone de 30 km de rayon, soit la plus grande en Italie. L'observatoire a également installé une station d'observation dans le désert d'Atacama, nommé Observatoire austral de Campo Catino, ceci afin de permettre l'observation à distance du ciel austral.

## Instruments
L'instrumentation principale se compose de :
- Un télescope Ritchey-Chrétien de 81 cm de diamètre, F/8 et F/16
- Une lunette apochromatique de 25 cm de diamètre, F/9
- une caméra Baker-Schmidt, de 25 cm de diamètre ZEN, F/3
- Un télescope Ritchey-Chrétien de 40 cm de diamètre

## Découvertes
Le Minor Planet Center attribue à l'observatoire la découverte de onze astéroïdes numérotés effectuées entre 1998 et 2005, dont quatre observations faites dans le ciel austral depuis l'observatoire d'Atacama. Par ailleurs, des astronomes amateurs de l'association ont découvert plusieurs astéroïdes crédités en leur nom. L'observatoire de Campo Catino est également spécialisé dans l'étude de la pollution lumineuse et est ainsi devenu, au cours des dernières années, l'organisme leader sur la scène internationale sur cette question. Le personnel a également participé à la découverte de six planètes extra-solaires.
| (40436) Sylviecoyaud | 10 septembre 1999 |